# Island Princess
L’Island Princess est un navire de croisière construit par les Chantiers de l'Atlantique à Saint-Nazaire.

Il fait partie de la flotte de Princess Cruises, compagnie maritime américaine de croisière.
L’Island Princess ainsi que son sister-ship, le Coral Princess, sont les seuls navires de Princess Cruises de classe Sun à avoir été construits en France.

 Ils sont les deux seuls de type Panamax qui par leurs dimensions, leur permettent de passer dans les écluses du canal de Panama.